# Särkänsalmi
Särkänsalmi är ett sund i Finland. Det ligger i landskapet Egentliga Finland, i den sydvästra delen av landet, 170 km väster om huvudstaden Helsingfors.
Särkänsalmi ligger mellan Otava i väster och Luonnonmaa i öster. Det ansluter till Tanilanaukko i söder och delar sig i norr i Kaidansalmi och Santaperänaukko på väster respektive öster sida om Särkkä. Rimitovägen korsar Särkänsalmi över en bro.